# Псевдотсуга тисолиста (Зарічненський район)
Псевдотсу́га тисоли́ста — ботанічна пам'ятка природи місцевого значення в Україні. Розташована в межах Зарічненського району Рівненської області, в селі Мутвиця.
Площа 0,1 га. Статус даний згідно з рішенням Рівненського облвиконкому № 343 від 22.11.1983 року. Перебуває у віданні: Морочненська сільська рада.
Статус даний з метою збереження єдиного в області місця зростання псевдотсуги тисолистої.